# 多依娜·伊格纳特
多依娜·伊格纳特（羅馬尼亞語：Doina Ignat，1968年12月20日—），罗马尼亚女子赛艇运动员。她曾代表罗马尼亚参加1992年、1996年、2000年、2004年和2008年夏季奥林匹克运动会赛艇比赛，获得四枚金牌、一枚银牌和一枚铜牌。